# East End Park
East End Park este un stadion de fotbal din Dunfermline, Scoția cu o capacitate de 11.380 de locuri.
Stadionul găzduiește meciurile de acasă ale echipei Dunfermline din Prima Ligă Scoțiană. 